# Dionisio Bardaxí y Azara
Dionisio Bardaxí y Azara (ur. 7 października 1760 w Puértolas, zm. 3 grudnia 1826 w Rzymie) – hiszpański kardynał.

## Życiorys
Urodził się 7 października 1760 roku w Puértolas, jako syn Joségo Juana de Bardaxí y Barrau i Maríi Any de Azary y Perery. Studiował na Uniwersytecie Sertoriańskim w Huesce, gdzie uzyskał doktorat z prawa kanonicznego. W 1785 roku przyjął święcenia kapłańskie, a następnie został audytorem Roty Rzymskiej. W czasach napoleońskich został aresztowany i uwięziony w Zamku św. Anioła. 8 marca 1816 roku został kardynałem prezbiterem i otrzymał kościół tytularny Santi XII Apostoli. Zmarł 3 grudnia 1826 roku w Rzymie.